# Satyrium afromontanum
Satyrium afromontanum là một loài thực vật có hoa trong họ Lan. Loài này được la Croix & P.J.Cribb miêu tả khoa học đầu tiên năm 1993.